# Leticia Oro Melo
Leticia Oro Melo, née le 5 octobre 1997 à Joinville, est une athlète brésilienne spécialiste du saut en longueur.

## Biographie
Inconnue du public, elle crée la surprise en remportant en 2022 la médaille de bronze du saut en longueur des championnats du monde de Eugene en portant son record personnel à 6,89 m, après s'être qualifiée en dernière position pour la finale avec 6,64 m, déjà un record personnel.

## Palmarès
| Date | Compétition                            | Lieu      | Place | Marque |
| ---- | -------------------------------------- | --------- | ----- | ------ |
| 2014 | Championnats d'Amérique du Sud cadets  | Cali      | 1re   | 6,13 m |
| 2015 | Championnats d'Amérique du Sud juniors | Cuenca    | 1re   | 6,17 m |
| 2015 | Championnats panaméricains juniors     | Edmonton  | 3e    | 6,05 m |
| 2018 | Championnats d'Amérique du Sud espoirs | Cuenca    | 3e    | 5,94 m |
| 2021 | Championnats d'Amérique du Sud         | Guayaquil | 1re   | 6,63 m |
| 2022 | Championnats du monde                  | Eugene    | 3e    | 6,89 m |
| 2022 | Jeux sud-américains                    | Asuncion  | 1re   | 6,64 m |
| 2023 | Championnats du monde                  | Budapest  | 12e   | 6,12 m |

### National
|                  | 2015 | 2016 | 2017 | 2018 | 2019 | 2020 | 2021 | 2022 |
| Saut en longueur | 10e  | 6e   | –    | 5e   | 10e  | 3e   | 2e   | 1re  |

## Records
| Épreuve          | Épreuve   | Marque | Lieu   | Date            |
| ---------------- | --------- | ------ | ------ | --------------- |
| Saut en longueur | Plein air | 6,89 m | Eugene | 24 juillet 2022 |